# Tomáš Hamara (trenér)
Tomáš Hamara (* 7. prosince 1972) je český bývalý hokejista a současný[kdy?] hokejový trenér. Od května 2025 trenér prvoligového klubu HC Tábor.

## Kariéra
V hráčské hokejové kariéře nastupoval převážně za HC Benátky nad Jizerou, dále hrál v nižších německých ligách.[zdroj?]
Svou trenérskou kariéru zahájil v roce 2007 u juniorů Hvězdy Praha a následně převzal juniorku i seniorský druholigový tým v Jablonci nad Nisou. V následující sezoně vedl Roudnici nad Labem. Po sezoně nastoupil do juniorky pražské Sparty a později i v konkurenční Slávii. V ročníku 2021/2022 byl součástí trenérského štábu hlavního týmu, který se později stal vicemistrem ligy. Od následující sezony se stal asistentem trenéra v týmu Mountfield HK, kde zůstal až do května 2025. Dne 2. května 2025 byl představen jako nový hlavní trenér prvoligového klubu HC Tábor.